# Птолемей V
Птолемей V Епифан (на гръцки: Πτολεμαίος Ε' Επιφανής) е владетел на Елинистически Египет в периода 205 пр.н.е. – 180 пр.н.е. Представител на династията на Птолемеите. Син е на Птолемей IV и негова съпруга и сестра Арсиноя III.

## Биография
От ноември 205 пр.н.е. петгодишният Птолемей V е съвладетел на баща си. През 204 пр.н.е. Птолемей IV и съпругата му са убити от съветниците на баща му Сосибий и Агатокъл. Година след това те са заменени от Телеполем, а по-късно от Аристомен. Малолетният Птолемей V е марионетка на трона, контролиран от регентите си.
Сключеният от Птолемей IV мир със Селевкидите траел 14 години, през което време Антиох III си възвръща всичките източни провинции чак до границата с Индия и се сдобива с титлата Антиох Велики. Възходът на неговото царство дава възможност на Антиох III да осъществи амбициите си за покоряване на Египет.
През около 204 пр.н.е. сирийският цар Антиох III сключва съюз с македонския цар Филип V за съвместно нападение и подялба на Египет. Това дава началото на поредната Пета сирийска война (202 – 195 пр.н.е.). Походът на Антиох се подкрепя и от евреите, които са недоволни от тираничното управление на Птолемей IV. Те доставят продоволствие на сирийските войски, прогонват от Ерусалим египетския гарнизон и улесняват Антиох да завоюва Коилесирия. Така в 202 пр.н.е. Юдея става сирийска провинция и преминава под владичеството на Селевкидите.
Птолемей V изпраща срещу Антиох III своя пълководец Скопас, който успява да завземе много сирийски градове и да върне Юдея. През 198 пр.н.е. Антиох разбива Скопас и унищожава голяма част от египетската войска. Царството на Птолемеите се намира в тежко положение, притиснато от настъплението на селевкидския цар. Изгубени са владенията в Мала Азия и Тракия. Регентите на Птолемей V търсят помощ от Рим, но тъй като републиката е ангажирана във война срещу Картаген и след това срещу Македония, реакцията им се свежда само до предупреждения към Антиох III.
Междувременно, през 197 пр.н.е. местното население в Горен Египет се вдига на бунт срещу управлението на Птолемеите. Въстаниците издигат претендент за фараон от египетски произход. Опасността за гръко-македонската върхушка е преодоляна едва след продължителна вътрешна война, проточила се чак до ок. 183 пр.н.е.
В опит да намалят недоволството сред местните и да предотвратят бъдещи въстания в Делтата на Нил, настойниците на Птолемей V организират официална коронация в Мемфис, която се провежда на 26 март 196 пр.н.е. Това е първата такава коронация, но оттогава нататък става традиционна. Птолемей приема името Епифан „Господ го разкрива“; египетските жреци издават постановление за култ към младия цар, като към фараон (известно от Розетският камък). За насърчаване на култа, постановлението описва Птолемей като благодетел на Египет, който украсил храмовете на традиционните богове на Египет. Отменят се задължения, намаляват се данъци, освободени са затворници и помилвани бунтовници.
През 193/2 пр.н.е. правителството на Птолемей V капитулира и приема условията за мир на Антиох III. Понеже сирийският цар се подготвя да води поход срещу римляните в Гърция, той предпочита да запази отслабената Птолемеева династия в Египет, вместо да се ангажира с покоряване и умиротворяване на обхваната от размирици страна. След това Антиох III сключва съюз с Птолемей V и му дава за съпруга своята дъщеря Клеопатра I. Като зестра той получава и Коилесирия, Финикия, и Юдея. С Клеопатра I имат поне 3 деца: Клеопатра II (ок. 189 пр.н.е.), Птолемей VI (186 пр.н.е.), Птолемей VIII (182/181 пр.н.е.).
За разлика от баща си, Птолемей V се въздържал от празни развлечения, но също като него бил склонен към безмилостна жестокост и тираничност. Зает главно със спортни упражнения, младият владетел почти не се намесвал в държавните и военните дела, намиращи се под под контрола на военачалника Поликрат. През 182/1 пр.н.е. Птолемей V възнамерява да започне нова война и да нападне Селевкидите, отслабени след поражението им срещу Рим (Римско-сирийска война). За да се избегнат опасностите от един нов конфликт, царят е убит от приближените си. Вероятно е погребан в Александрия, но неговата гробница не е открита.

## Розетския камък
Постановлението от 196 пр.н.е., чиято цел е възстановяване на македонския контрол върху Горен Египет помага за разгадаването на всички надписи в древен Египет. Изписан е по три различни начина – с йероглифи, демотическо писмо и на гръцки.
Фрагмент от този паметник е случайно открит в Рашид (Розета) в делтата на Нил от войските на Наполеон през 1799 г. (т.нар. Розетски камък). Така, благодарение на този надпис, през 19 век британски и френски учени (Томас Юнг & Жан-Франсоа Шамполион) успяват да разчетат египетската писменост.